# Главные нарзанные ванны
Главные нарзанные ванны — архитектурный комплекс и достопримечательность города Кисловодска, памятник архитектуры федерального значения. Построен в 1903 году архитектором Андреем Николаевичем Клепининым к 100-летнему юбилею города.

## История создания

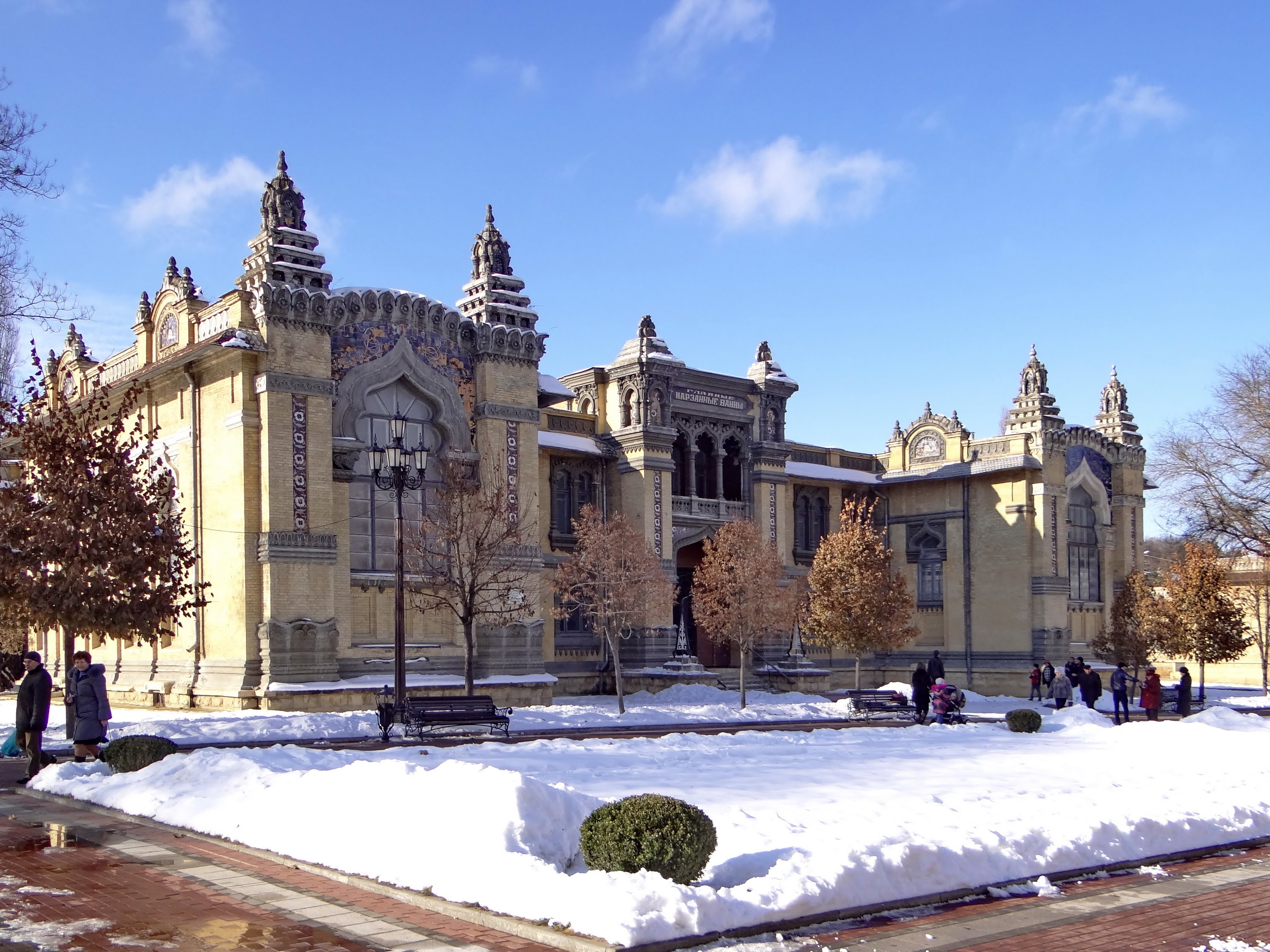
Главные нарзанные ванны зимой

Комплекс «Углекислые ванны нарзана» возвели к 100-летнему юбилею Кисловодска в 1903 году. Под комплекс отвели правый берег реки Ольховки, в самом центре города, на Тополевой аллее (ныне — Курортный бульвар), рядом с Деловым двором, мастерские которого задействовались в строительстве. Здесь находилось небольшое нарзанное озеро. Работы поручили гражданскому инженеру Андрею Николаевичу Клепинину. Он разработал проект двухэтажного здания, нижний этаж которого отводился под нарзанные ванны и бассейны, а верхний — залы для массажа, сауны, пресные души различных типов для гидротерапевтических процедур, а также особая массажная ванна «велленбад» с искусственным волнообразованием, в которой из специального отверстия в стенке лился поток горячей воды. Предполагалось, что с постройкой такого здания удастся приучить публику к пользованию водами и в зимние месяцы.
В течение 1901 года велись подготовительные мероприятия, разбивка местности под здание. Материалы поставляли со всей страны: кирпич везли из пятигорского завода Бородкина, цемент использовался с черноморских (новороссийских) заводов «Цепь» и «Звезда» от торгового завода Попова, торгового дома «Кернер и Бергер» (Ростов-на-Дону), с завода Баранова из Армавира, а также с донецкого цементного завода; пирогранитные, кафельные и мозаичные плитки поступали со стекольного завода Сазонова, лес отличного качества выписывался из Царицына от фирмы Максимова, скульптурные работы выполнил известный тогда скульптор Людвиг Карлович Шодкий.
На первом этаже Нарзанных ванн располагались вестибюль, кабинет врача, раздевалки, два зала (мужской и женский), комнаты для прислуги и для белья. В каждом зале имелось 15 раздевалок и 39 ванн. В основном корпусе и крыльях здания было оборудовано 60 ванных кабин и устроено 2 нарзанных бассейна по 30 м2 каждый. Клепинин продумал расположение ванн таким образом, чтобы нарзан затекал в особый резервуар машинного отделения, благодаря расположению здания ниже уровня главного источника.
Строительство комплекса продолжалось с 1901 по 1903 годы и обошлось государству в 393 тысячи царских рублей, что в пересчёте на современные[когда?] деньги составило бы чуть больше 400 миллионов рублей. Считается, что часть денежных средств в строительство вложил эмир Сеид Абдулахад-хан Бухарский, который лечился в Кисловодске в 1903 году. Комплекс начал работу лишь в 1906 году.
Спустя шесть лет после торжественного открытия комплекса Клепинин обратился к директору КМВ с личной просьбой добавить на фасад здания мраморную доску с надписью: «Проектировал и построил инженер А. Н. Клепинин. 1901—1903 годы». Желание архитектора было исполнено.

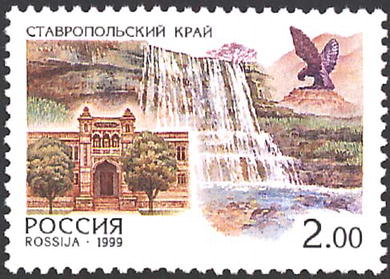
Главные нарзанные ванны на марке 1999 года

Современное название здание Главных нарзанных ванн получило в советский период. Здание комплекса (по новому адресу — проспект Сталина 6) было реконструировано, количество ванн увеличилось до 88. Сюда отправляли лечиться элиту Советского Союза — академиков, учёных, писателей. В здании Главных нарзанных ванн размещались ингаляторий, водолечебница и электросветолечебница, отделение нарзанных орошений, питьевая нарзанная галерея, курортная поликлиника с диагностическим кабинетом и лабораториями, зубопротезным кабинетом и пр..

## Архитектура
Здание облицовано пятигорским жёлтым кирпичом и выдержано в индо-сарацинском стиле (индуистско-буддистском «колониальном» стиле), украшено лепными карнизами и наличниками, а на фронтонах размещены многоярусные индийские башенки (подобные шикхара) с навершиями в виде цветков лотоса. Уникальная майоликовая мозаика из керамической мастерской «Абрамцево» выполнена известным художником Михаилом Александровичем Врубелем. Входы выглядят как прямоугольные порталы со стрельчатыми нишами, что защищает двери от непогоды. Чтобы скрыть понижение ландшафта с северной стороны, архитектор поднял крыло фундаментом и декорировал его изящной лестницей. Между цоколем и кирпичной кладкой прокладывался асфальтный слой. Некоторые искусствоведы отмечают, что шедевр Клепинина имеет некоторое внешнее сходство с индуистским храмом Ангкор Ват в Камбодже.

Детали здания до его реконструкции
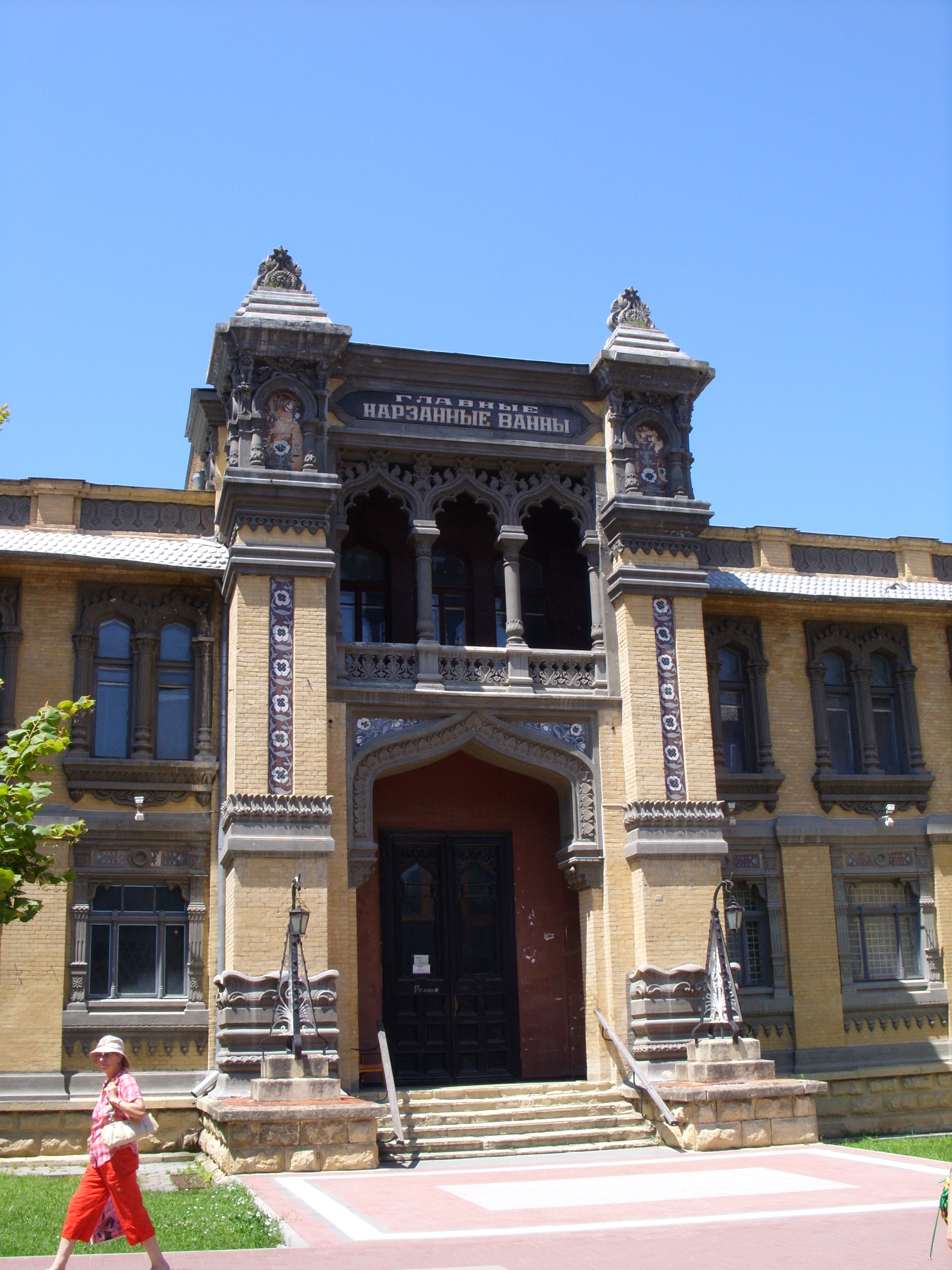
Парадный вход
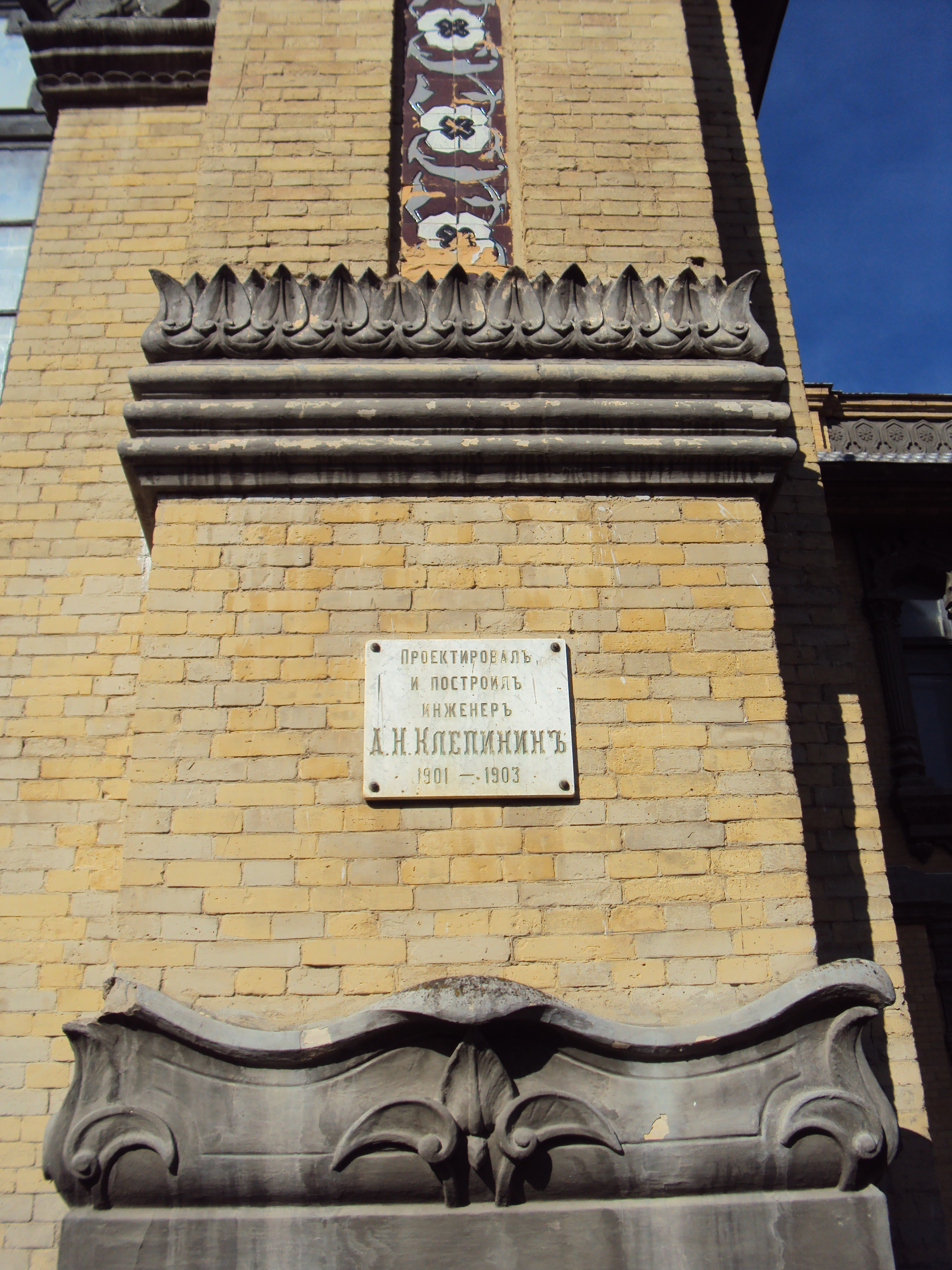
Памятная табличка
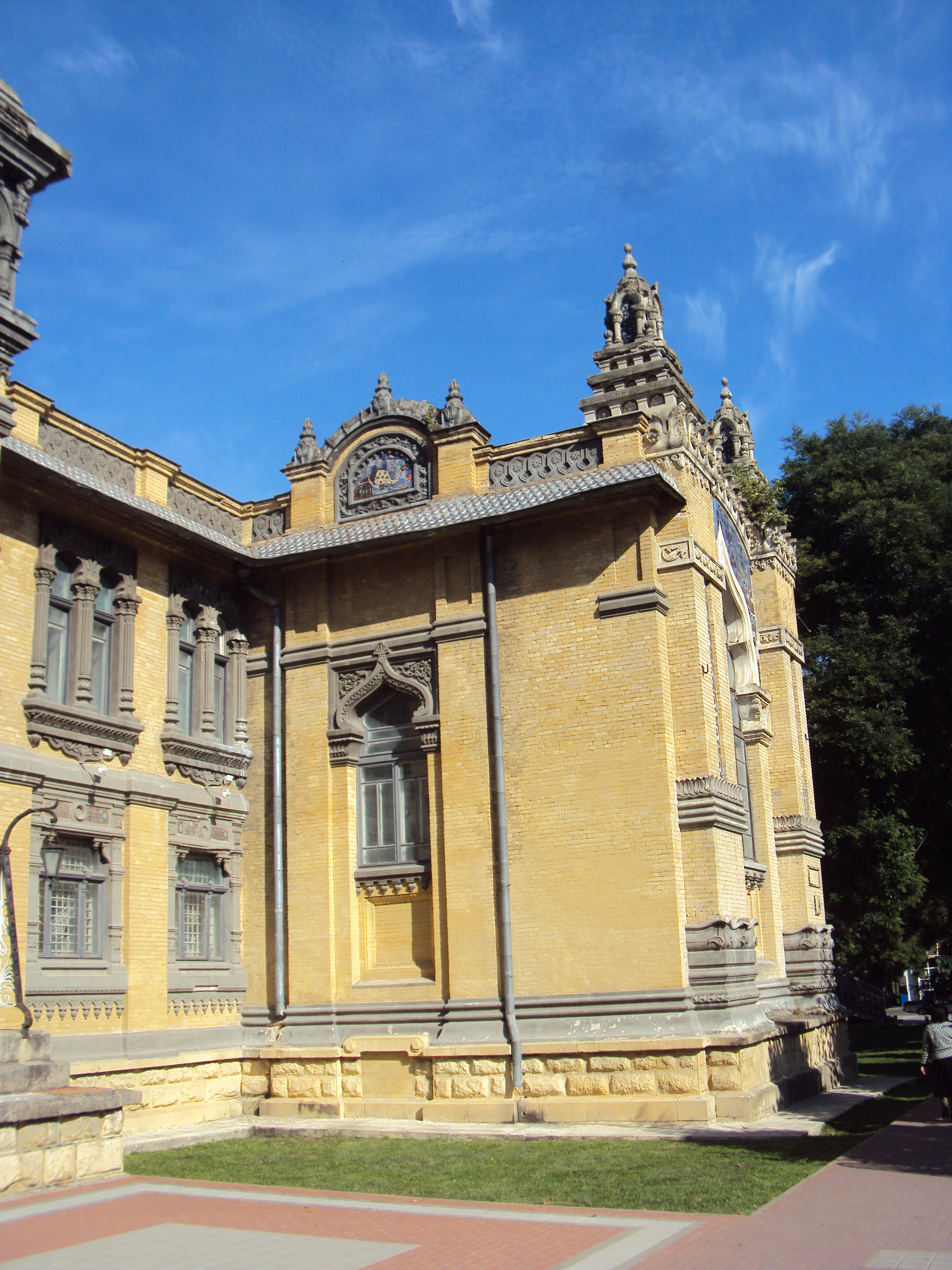
Левое крыло
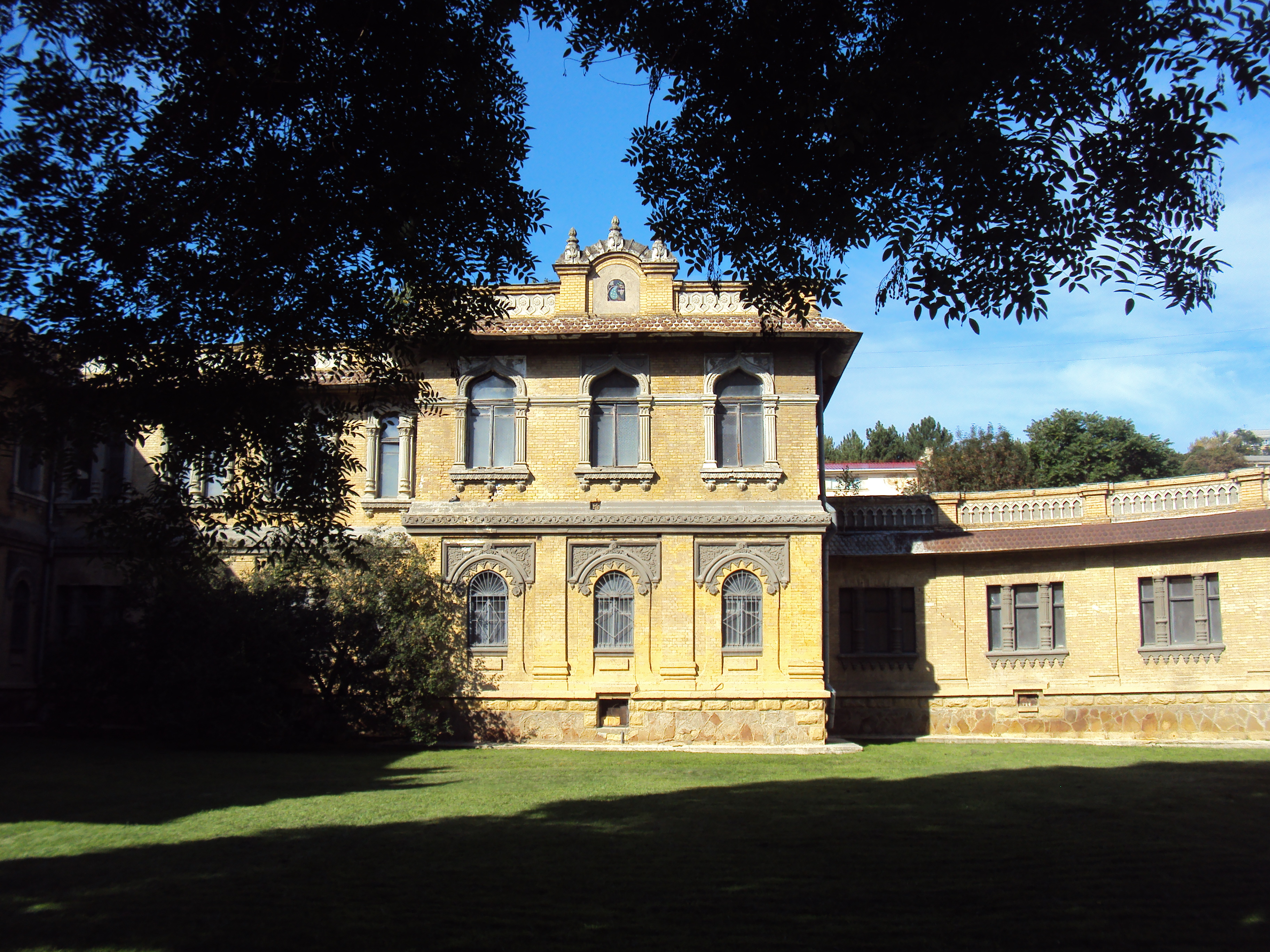
Внутренний дворик
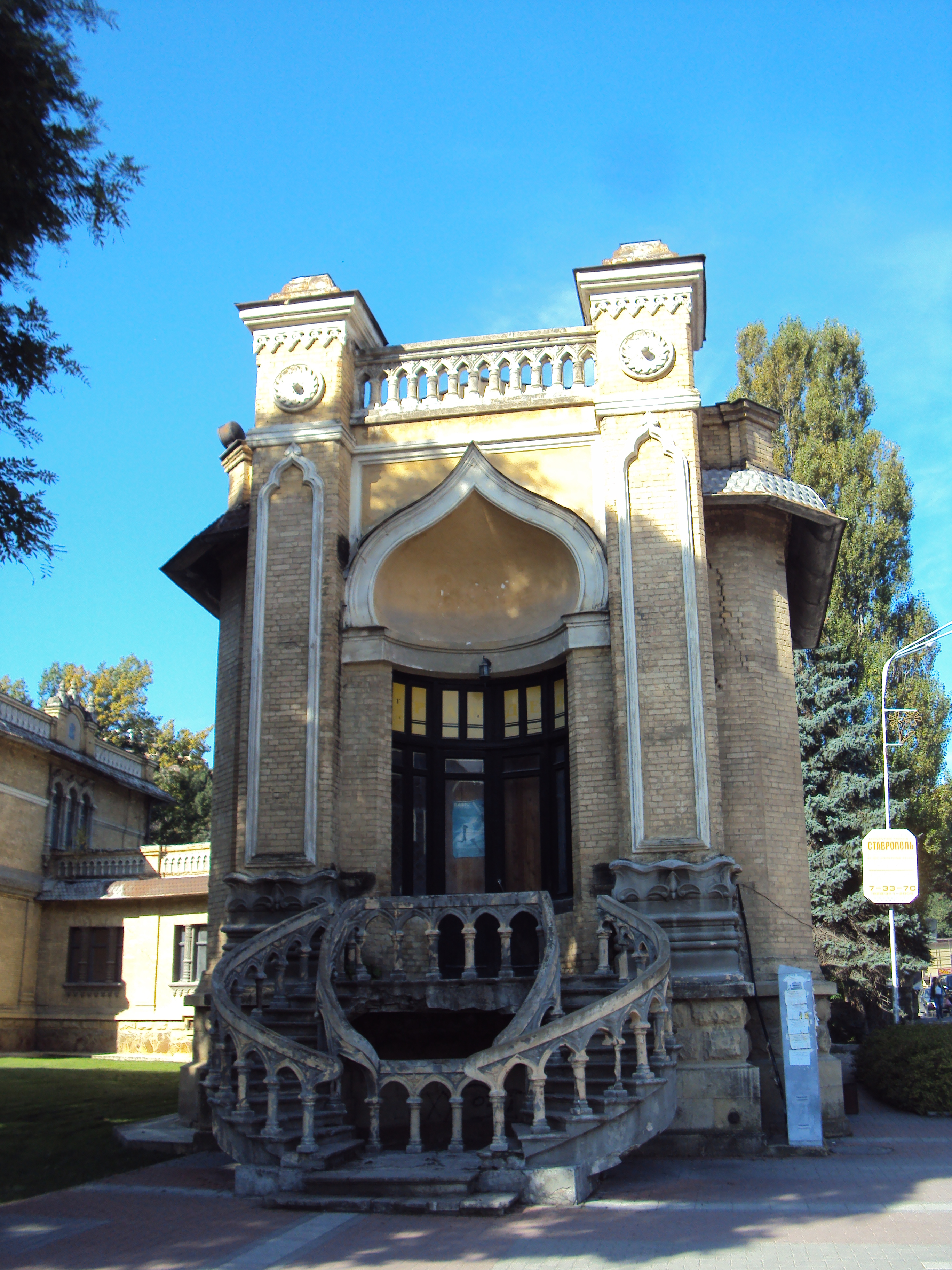
Лестница
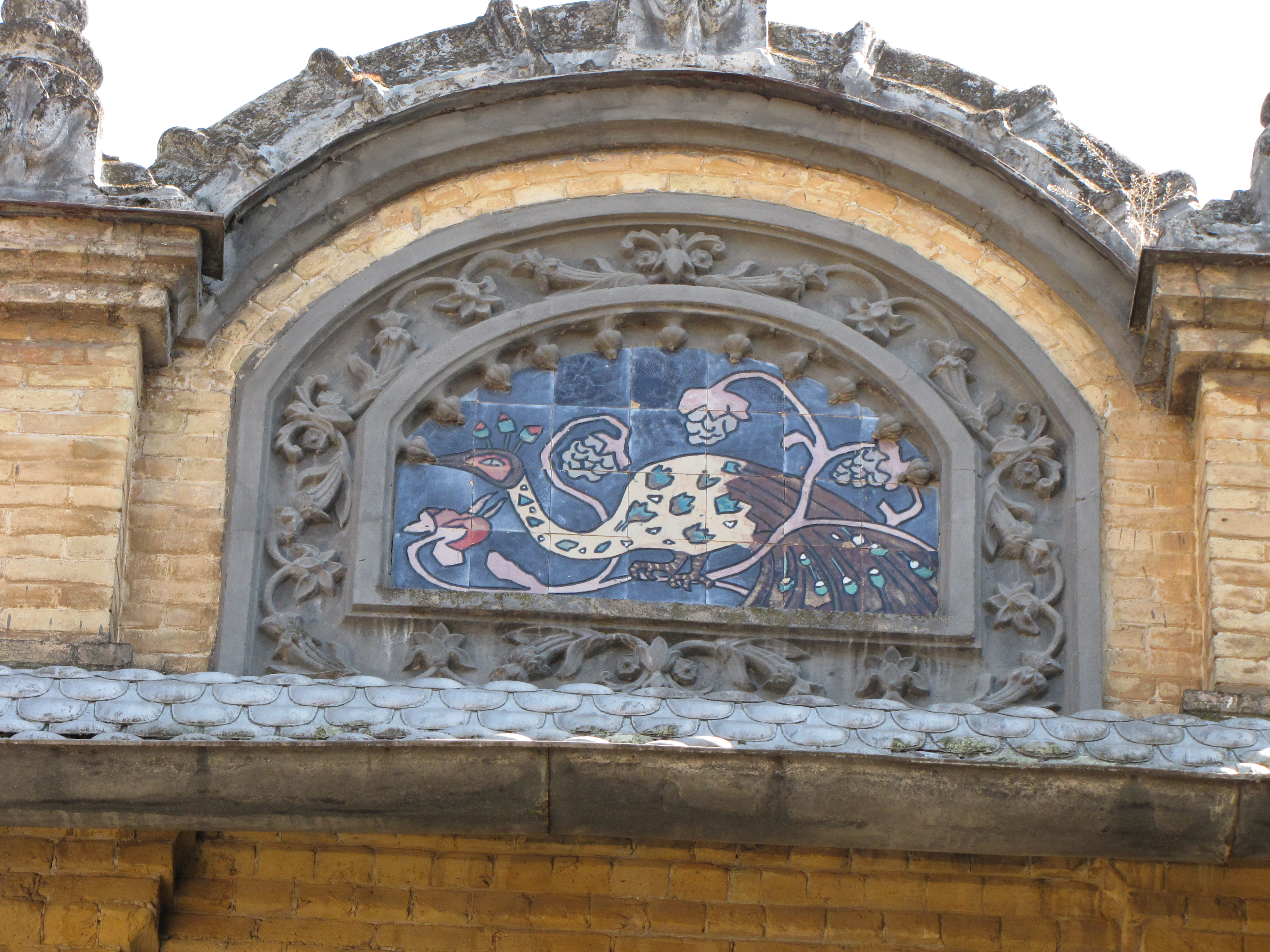
Майоликовая мозаика с павлином
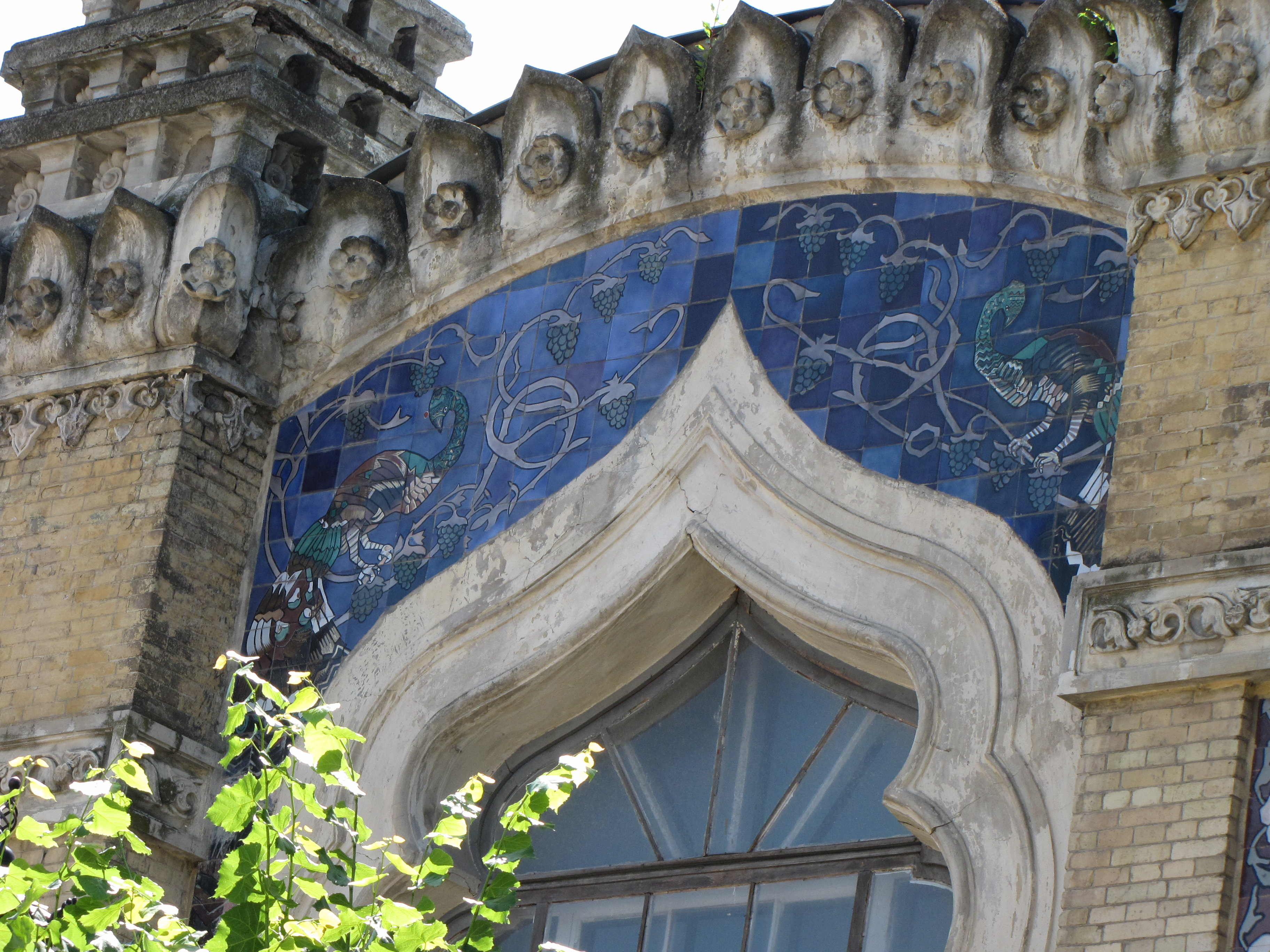
Майоликовая мозаика с павлинами

## Наши дни

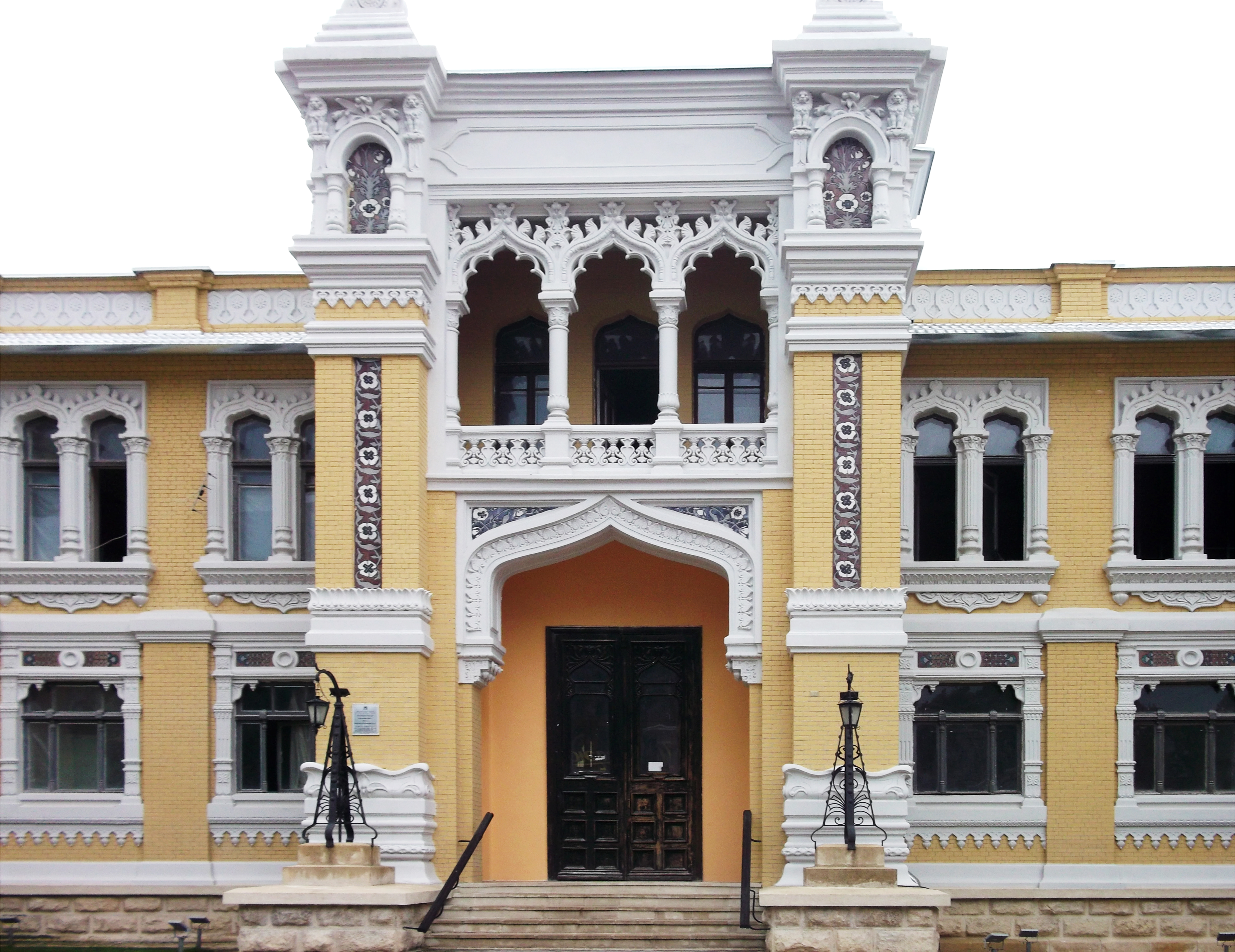
Здание Главных нарзанных ванн после реконструкции в 2017 году

Последние реставрационные работы в Главных нарзанных ваннах провели в 1975 году. Долгие годы здание ветшало и оставалось без должного внимания. После неофициального визита председателя Совета Федерации Валентины Матвиенко в Кисловодск в 2015 году, раскритиковавшей состояние курорта, город начали приводить в порядок. В 2015 году после особого распоряжения сверху на реставрацию Главных нарзанных ванн было выделено 50 миллионов рублей. Жителей города-курорта и искусствоведов возмутили недобросовестные работы подрядчика. Например, исторические деревянные окна с декоративными элементами высококачественной токарной работы, являющиеся органической частью единого архитектурного ансамбля, заменены на новые пластиковые. Общая стоимость реконструкции составила порядка миллиарда рублей. По состоянию на сентябрь 2018 года здание передано отелю.

## Нумизматика
3 июня 2019 года Банк России выпустил в обращение памятную серебряную монету номиналом 3 рубля «Главные нарзанные ванны, г. Кисловодск» серии «Памятники архитектуры России».